# Telothyria relicta
Telothyria relicta är en tvåvingeart som beskrevs av Wulp 1890. Telothyria relicta ingår i släktet Telothyria och familjen parasitflugor. Inga underarter finns listade i Catalogue of Life.